# Elecciones estatales de Minas Gerais de 1986
Las elecciones estatales en Minas Gerais en 1986 se llevaron a cabo el 15 de noviembre como parte de las elecciones generales en el Distrito Federal, en 23 estados brasileños y en los territorios federales de Amapá y Roraima. Fueron elegidos el gobernador Newton Cardoso, la vicegobernadora Júnia Marise, los senadores Ronan Tito y Alfredo Campos, además de 53 diputados federales y 77 diputados estatales.
Si en 1982 la unidad del Partido del Movimiento Democrático Brasileño (PMDB) de Minas Gerais le aseguró la victoria frente al Partido Democrático Social (PDS), cuatro años después el partido vivió convulsiones internas antes de definir a su candidato. Descuidado por sus correligionarios, el senador Itamar Franco se postuló para el gobierno bajo la etiqueta del Partido Liberal (PL) mientras que su antiguo partido no se llevaba bien. En un principio, el gobernador Hélio García eligió a Melo Freire para sucederlo, pero con su renuncia, el PMDB definió su candidato en una convención donde Newton Cardoso derrotó a Pimenta da Veiga. Nacido en Brumado, Newton Cardoso llegó a Belo Horizonte para trabajar en una empresa privada y fue transferido a Contagem. En medio de la actividad política, se graduó como abogado en la Pontificia Universidad Católica de Minas Gerais y luego se convirtió en empresario. Después de presentarse dos veces como diputado estatal y quedar spolo como suplente, fue elegido alcalde de Contagem por la vía del Movimiento Democrático Brasileño (MDB) en 1972 y diputado federal en 1978, regresando al gobierno municipal de Contagem en 1982 por el Partido del Movimiento Democrático Brasileño (PMDB). Su triunfo en la lucha por el Palácio da Liberdade en 1986 lo convirtió en la primera persona no nacida en Minas Gerais en gobernar el estado por elección directa después del Estado Novo, después de todo, Francelino Pereira, de Piauí, había sido el gobernador por elección del presidente Ernesto Geisel ocho años antes.

## Candidatos

### Gobernador
| Gobernador      | Gobernador | Gobernador | Cargos anteriores                             | Vicegobernador  | Vicegobernador | Vicegobernador | Nª | Coalición                                                      |
| Candidato       | Partido    | Partido    | Cargos anteriores                             | Candidato       | Partido        | Partido        | Nª | Coalición                                                      |
| --------------- | ---------- | ---------- | --------------------------------------------- | --------------- | -------------- | -------------- | -- | -------------------------------------------------------------- |
| Murilo Badaró   |            | PDS        | Senador Federal por Minas Gerais (1979-1987)  | Gerardo Renault |                | PDS            | 11 | Movimiento Popular Mineiro PDS, PDC, PPB, PDI                  |
| Fernando Cabral |            | PT         | Sin cargo político anterior                   | Sátiro Rocha    |                | PT             | 13 | PT, PH                                                         |
| Newton Cardoso  |            | PMDB       | Diputado Federal por Minas Gerais (1979-1983) | Júnia Marise    |                | PMDB           | 15 | PMDB, PCdoB                                                    |
| Vítor Nosseis   |            | PSC        | Sin cargo político anterior                   | Eliana Salomon  |                | PSC            | 12 |                                                                |
| Itamar Franco   |            | PL         | Senador Federal por Minas Gerais (1975-1990)  | Aécio Cunha     |                | PFL            | 22 | Movimiento Democrático Progresista PL, PFL, PTB, PDT, PSB, PCB |
| Onaldo Janotti  |            | PS         | Sin cargo político anterior                   | Regina Duarte   |                | PS             | 34 |                                                                |

#### Biografía del Vicegobernador Electo
Nacida en Belo Horizonte, la periodista Júnia Marise inició su carrera en 1962 en el Correio de Minas y años después fue asesora de prensa del gobernador Magalhães Pinto, cargo que ocupó hasta 1967, cuando se graduó de abogada en la Universidad Federal de Uberlândia. Graduada en Cine en la Pontificia Universidad Católica de Minas Gerais, fue alumna del curso de Literatura Brasileña en la Academia Mineira de Letras y del curso intensivo de Ciencias Políticas en la Universidad de Brasilia. Continuó ejerciendo la actividad periodística en vehículos como Diário de Minas, Rádio Itatiaia y la actual TV Bandeirantes Minas hasta que se incorporó al MDB y fue electa concejala en la capital de Minas Gerais en 1970 y 1972. Familiar de Renato Azeredo y del general Dale Coutinho, fue elegida diputada estatal en 1974 y luego diputada federal en 1978 y 1982, pasó del Partido Popular (PP), el fracasado partido político de Tancredo Neves que se acabaría uniendo al PMDB, y votó por la Enmienda Dante de Oliveira en 1984 y por Tancredo Neves en el Colegio Electoral en 1985. En 1986 fue elegida vicegobernadora de Minas Gerais.

### Senador Federal
| Gobernador                  | Gobernador                                    | Gobernador | Cargos anteriores                                        | Vicegobernador | Vicegobernador                    | Vicegobernador | Nª  | Coalición                                                      |
| Candidato                   | Partido                                       | Partido    | Cargos anteriores                                        | Candidato      | Partido                           | Partido        | Nª  | Coalición                                                      |
| --------------------------- | --------------------------------------------- | ---------- | -------------------------------------------------------- | -------------- | --------------------------------- | -------------- | --- | -------------------------------------------------------------- |
| Cyro Maciel                 |                                               | PDS        | Diputado Estatal por Minas Gerais (1951-1963; 1967-1987) | -              |                                   | PDS            | 111 | Movimiento Popular Mineiro PDS, PDC, PPB, PDI                  |
| Rondon Pacheco              | Gobernador de Minas Gerais (1971-1975)        | PDS        | 112                                                      | -              |                                   | PDS            |     | Movimiento Popular Mineiro PDS, PDC, PPB, PDI                  |
| Morvan Acaiaba              | Senador Federal por Minas Gerais (1978-1985)  | PDS        | 113                                                      | -              |                                   | PDS            |     | Movimiento Popular Mineiro PDS, PDC, PPB, PDI                  |
| Francisco Lage Pessoa       |                                               | PDT        | -                                                        | -              |                                   | PDT            | 121 | Movimiento Democrático Progresista PL, PFL, PTB, PDT, PSB, PCB |
| João Firmino Luzia          | 122                                           | PDT        | -                                                        | -              |                                   | PDT            |     | Movimiento Democrático Progresista PL, PFL, PTB, PDT, PSB, PCB |
| Guido Luís Mendonça         | 123                                           | PDT        | -                                                        | -              |                                   | PDT            |     | Movimiento Democrático Progresista PL, PFL, PTB, PDT, PSB, PCB |
| Elcio Reis                  |                                               | PT         | -                                                        | -              |                                   | PT             | 131 | PT, PH                                                         |
| José Gomes Pimenta          | Diputado Estatal por Minas Gerais (1962-1964) | PT         | -                                                        | 132            |                                   | PT             |     | PT, PH                                                         |
| Ronan Tito                  |                                               | PMDB       | Diputado Federal por Minas Gerais (1979-1987)            | Edgar Amorim   |                                   | PMDB           | 151 | Subleyenda 1 del PMDB PMDB, PCdoB                              |
| Jorge Ferraz                | Diputado Estatal por Minas Gerais (1959-1971) | PMDB       | -                                                        | 154            |                                   | PMDB           |     | Subleyenda 1 del PMDB PMDB, PCdoB                              |
| Hugo Gontijo                | Concejal de Bom Despacho (1971-1975)          | PMDB       | -                                                        | 152            | Subleyenda 2 del PMDB PMDB, PCdoB | PMDB           |     |                                                                |
| Alfredo Campos              | Senador Federal por Minas Gerais (1983-1994)  | PMDB       | João Bosco Murta Lages                                   | 153            | Subleyenda 2 del PMDB PMDB, PCdoB | PMDB           |     |                                                                |
| Leonardo Afonso da Silveira |                                               | PSC        | -                                                        | -              |                                   | PSC            | 201 | Sin Coalición                                                  |
| Sérgio Miranda              |                                               | PCdoB      | -                                                        | -              |                                   | PCdoB          | 241 | PMDB, PCdoB                                                    |
| Paulino Cícero              |                                               | PFL        | Senador Federal por Minas Gerais (1975-1990)             | -              |                                   | PFL            | 251 | Movimiento Democrático Progresista PL, PFL, PTB, PDT, PSB, PCB |
| Maurício Vieira de Paiva    |                                               | PS         | Sin cargo político anterior                              | Regina Duarte  |                                   | PS             | 341 | Sin Coalición                                                  |
| Maria do Rosário            |                                               | PSB        | -                                                        | -              |                                   | PSB            | 401 | Sin Coalición                                                  |

#### Biografía de los Senadores Electos

##### Ronan Tito
Elegido senador con mayor número de votos en el estado, el empresario Ronan Tito nació en Pratinha. Presidente de la Asociación Comercial e Industrial de Uberlândia y vicepresidente de la Federación de Industrias del Estado de Minas Gerais por dos años a partir de 1970, fue miembro del consejo de administración de la Universidad Federal de Uberlândia. Afiliado al MDB, fue elegido diputado federal en 1978 y reelegido en 1982 por el PMDB. Titular de la Secretaría de Trabajo y Acción Social en los gobiernos de Tancredo Neves y Hélio García, salió a votar por Tancredo Neves en el Colegio Electoral y ganó una legislatura senatorial en 1986.

##### Alfredo Campos
Si bien Paulino Cícero quedó en segundo lugar, la otra vacante senatorial se la dio el ganadero Alfredo Campos gracias a la casuística de la subleyenda. Abogado nacido en Abaeté y graduado en la Universidad Federal de Minas Gerais en 1967, perteneció a la UDN y fue miembro del gabinete de la Presidencia del Instituto de Previsión Social de los Servidores del Estado de Minas Gerais en el gobierno de Magalhães Pinto, lo que no impidió que su afiliación al MDB dejara el cargo. Fue vicepresidente de la Confederación de Servidores Públicos de Brasil a fines de la década de 1960 y luego trabajó en la Fundação Mineira de Educação e Cultura . Abogado del MDB en el Tribunal Superior Electoral desde 1975 en adelante, fue candidato a senador en un sublegendario en 1978 y aun derrotado asumió el primer suplente y luego integró el PMDB. Con la elección de Tancredo Neves a la gubernatura de Minas Gerais en 1982, se convirtió en senador efectivo y fue su elector en el Colegio Electoral. Renovó su mandato senatorial en 1986.

## Resultados

### Gobernador
| Partido                   | Partido                   | Candidatos                | Votos     | %      |
| ------------------------- | ------------------------- | ------------------------- | --------- | ------ |
|                           | PMDB                      | Newton Cardoso            | 2.869.635 | 47,12  |
|                           | PL                        | Itamar Franco             | 2.570.439 | 42,21  |
|                           | PDS                       | Fernando Cabral           | 377.752   | 6,20   |
|                           | PT                        | Murilo Badaró             | 212.508   | 3,49   |
|                           | PS                        | Onaldo Janotti            | 34.412    | 0,57   |
|                           | PSC                       | Vítor Nosseis             | 25.064    | 0,41   |
|                           |                           |                           |           |        |
| Votos válidos             | Votos válidos             | Votos válidos             | 6.089.810 | 80,16  |
| Votos en blanco           | Votos en blanco           | Votos en blanco           | 1.110.961 | 14,62  |
| Votos nulos               | Votos nulos               | Votos nulos               | 396.712   | 5,22   |
| Total                     | Total                     | Total                     | 7.597.483 | 100,00 |
| Registrados/Participación | Registrados/Participación | Registrados/Participación | 7.966.609 | 95,37  |

     Electo

### Senador Federal
| Partido                   | Partido                   | Partido                   | Candidatos                | Votos     | %      |
| ------------------------- | ------------------------- | ------------------------- | ------------------------- | --------- | ------ |
|                           |                           | Ronan Tito                | Ronan Tito                | 1.619.369 | 18,42  |
| Jorge Ferraz              | Jorge Ferraz              | 616.011                   | 7,01                      |           |        |
| PMDB (Subleyenda 2)       | PMDB (Subleyenda 2)       | 2.232.380                 | 25,43                     |           |        |
| Alfredo Campos            | Alfredo Campos            | 1.441.576                 | 16,39                     |           |        |
| Hugo Gontijo              | Hugo Gontijo              | 666.932                   | 7,58                      |           |        |
| PMDB (Subleyenda 1)       | PMDB (Subleyenda 1)       | 2.108.508                 | 23,97                     |           |        |
|                           | PCdoB                     | Sérgio Miranda            | 90.665                    | 1,03      |        |
| PMDB, PCdoB               | PMDB, PCdoB               | PMDB, PCdoB               | PMDB, PCdoB               | 4.431.553 | 50,43  |
|                           | PFL                       | PFL                       | Paulino Cícero            | 1.530.144 | 17,40  |
|                           | Rondon Pacheco            | Rondon Pacheco            | Rondon Pacheco            | 685.426   | 7,80   |
| Morvan Acaiaba            | Morvan Acaiaba            | Morvan Acaiaba            | 50.754                    | 0,58      |        |
| Cyro Maciel               | Cyro Maciel               | Cyro Maciel               | 50.120                    | 0,57      |        |
| PDS                       | PDS                       | PDS                       | PDS                       | 786.300   | 8,95   |
|                           | Francisco Lage Pessoa     | Francisco Lage Pessoa     | Francisco Lage Pessoa     | 673.325   | 7,66   |
| Guido Luís Mendonça       | Guido Luís Mendonça       | Guido Luís Mendonça       | 70.740                    | 0,80      |        |
| João Firmino Luzia        | João Firmino Luzia        | João Firmino Luzia        | 43.176                    | 0,49      |        |
| PDT                       | PDT                       | PDT                       | PDT                       | 787.241   | 8,95   |
|                           | José Gomes Pimenta        | José Gomes Pimenta        | José Gomes Pimenta        | 432.874   | 4,92   |
| Elcio Reis                | Elcio Reis                | Elcio Reis                | 300.863                   | 3,42      |        |
| PT                        | PT                        | PT                        | PT                        | 733.737   | 8,34   |
|                           | PS                        | PS                        | Onaldo Janotti            | 245.349   | 2,79   |
|                           | PSB                       | PSB                       | Maria do Rosário          | 199.724   | 2,27   |
|                           | PSC                       | PSC                       | Vítor Nosseis             | 76.416    | 0,87   |
|                           |                           |                           |                           |           |        |
| Votos válidos             | Votos válidos             | Votos válidos             | Votos válidos             | 8.793.464 | 57,87  |
| Votos en blanco           | Votos en blanco           | Votos en blanco           | Votos en blanco           | 5.219.889 | 34,35  |
| Votos nulos               | Votos nulos               | Votos nulos               | Votos nulos               | 1.181.613 | 7,78   |
| Total                     | Total                     | Total                     | Total                     | 7.597.483 | 100,00 |
| Registrados/Participación | Registrados/Participación | Registrados/Participación | Registrados/Participación | 7.966.609 | 95,37  |

     Electos

### Diputados federales electos
Los candidatos electos se enumeran con información adicional de la Cámara de Diputados.
| Número | Diputados federales electos | Partido | Votos   | Ciudad de origen       | Estado         |
| ------ | --------------------------- | ------- | ------- | ---------------------- | -------------- |
| 1506   | Aécio Neves                 | PMDB    | 236.019 | Belo Horizonte         | Minas Gerais   |
| 1560   | Pimenta da Veiga            | PMDB    | 147.856 | Belo Horizonte         | Minas Gerais   |
| 1552   | José Geraldo Ribeiro        | PMDB    | 132.356 | Jequeri                | Minas Gerais   |
| 1548   | Hélio Costa                 | PMDB    | 115.267 | Barbacena              | Minas Gerais   |
| 1544   | Leopoldo Bessone            | PMDB    | 73.082  | Belo Horizonte         | Minas Gerais   |
| 1515   | Genésio Bernardino          | PMDB    | 72.663  | Mutum                  | Minas Gerais   |
| 1516   | Roberto Brant               | PMDB    | 71.808  | Belo Horizonte         | Minas Gerais   |
| 1556   | Sílvio Abreu Júnior         | PMDB    | 71.261  | Juiz de Fora           | Minas Gerais   |
| 1558   | Dalton Canabrava            | PMDB    | 67.216  | Curvelo                | Minas Gerais   |
| 2599   | Ronaro Corrêa               | PFL     | 61.993  | Rio Casca              | Minas Gerais   |
| 1536   | Mauro Campos                | PMDB    | 57.560  | Rio de Janeiro         | Río de Janeiro |
| 1545   | Luiz Alberto Rodrigues      | PMDB    | 56.589  | Morrinhos              | Goiás          |
| 2501   | Alysson Paulinelli          | PFL     | 53.438  | Bambuí                 | Minas Gerais   |
| 1510   | Álvaro Antônio              | PMDB    | 52.897  | Belo Horizonte         | Minas Gerais   |
| 2525   | Oscar Correia Júnior        | PFL     | 52.654  | Belo Horizonte         | Minas Gerais   |
| 2555   | Maurício Campos             | PFL     | 50.850  | Rio Pomba              | Minas Gerais   |
| 1535   | Roberto Vital               | PMDB    | 48.907  | Ituiutaba              | Minas Gerais   |
| 1520   | Melo Freire                 | PMDB    | 47.752  | Passos                 | Minas Gerais   |
| 1519   | José da Conceição           | PMDB    | 47.598  | Montes Claros          | Minas Gerais   |
| 1518   | Milton Reis                 | PMDB    | 47.397  | Pouso Alegre           | Minas Gerais   |
| 1533   | Maurício Pádua              | PMDB    | 45.808  | Lavras                 | Minas Gerais   |
| 2590   | Homero Santos               | PFL     | 45.731  | Uberlândia             | Minas Gerais   |
| 1531   | Octávio Elísio              | PMDB    | 45.250  | Belo Horizonte         | Minas Gerais   |
| 1313   | Paulo Delgado               | PT      | 44.699  | Lima Duarte            | Minas Gerais   |
| 2524   | Mário Assad                 | PFL     | 43.432  | Manhuaçu               | Minas Gerais   |
| 1582   | José Ulisses                | PMDB    | 43.414  | Santo Antônio do Monte | Minas Gerais   |
| 1597   | Marcos Lima                 | PMDB    | 43.214  | Itaúna                 | Minas Gerais   |
| 1410   | Elias Murad                 | PTB     | 42.921  | Ribeirão Vermelho      | Minas Gerais   |
| 1565   | Milton Lima                 | PMDB    | 41.833  | Araguari               | Minas Gerais   |
| 1513   | Carlos Mosconi              | PMDB    | 40.214  | Andradas               | Minas Gerais   |
| 1311   | Virgílio Guimarães          | PT      | 40.179  | Belo Horizonte         | Minas Gerais   |
| 1502   | Mário Bouchardet            | PMDB    | 40.110  | Visconde do Rio Branco | Minas Gerais   |
| 1540   | Ronaldo Carvalho            | PMDB    | 40.056  | Santa Rita do Sapucaí  | Minas Gerais   |
| 1509   | Ziza Valadares              | PMDB    | 40.028  | Belo Horizonte         | Minas Gerais   |
| 2570   | Humberto Souto              | PFL     | 39.882  | Montes Claros          | Minas Gerais   |
| 1394   | João Paulo                  | PT      | 38.573  | Belo Horizonte         | Minas Gerais   |
| 1525   | Aloisio Vasconcelos         | PMDB    | 38.171  | Ponte Nova             | Minas Gerais   |
| 1505   | Luiz Leal                   | PMDB    | 38.162  | Teófilo Otoni          | Minas Gerais   |
| 1553   | Raimundo Rezende            | PMDB    | 37.997  | Diamantina             | Minas Gerais   |
| 2583   | Christovam Chiaradia        | PFL     | 37.937  | Córrego do Bom Jesus   | Minas Gerais   |
| 1190   | Virgílio Galassi            | PDS     | 37.860  | São Paulo              | São Paulo      |
| 2505   | Lael Varella                | PFL     | 37.783  | Muriaé                 | Minas Gerais   |
| 1522   | Mário de Oliveira           | PMDB    | 37.765  | Itanhandu              | Minas Gerais   |
| 2511   | José Santana de Vasconcelos | PFL     | 37.716  | Alvinópolis            | Minas Gerais   |
| 1526   | Célio de Castro             | PMDB    | 35.656  | Carmópolis de Minas    | Minas Gerais   |
| 1551   | Sérgio Werneck              | PMDB    | 35.317  | Belo Horizonte         | Minas Gerais   |
| 1527   | Raul Belém                  | PMDB    | 34.922  | Araguari               | Minas Gerais   |
| 1590   | Carlos Cotta                | PMDB    | 34.657  | Dom Silvério           | Minas Gerais   |
| 1503   | Arnaldo Rosa Prata          | PMDB    | 34.519  | Uberaba                | Minas Gerais   |
| 1557   | Gil César                   | PMDB    | 32.556  | Juiz de Fora           | Minas Gerais   |
| 1122   | Melo Reis                   | PDS     | 31.530  | Juiz de Fora           | Minas Gerais   |
| 1138   | Bonifácio de Andrada        | PDS     | 26.042  | Barbacena              | Minas Gerais   |
| 1234   | Chico Humberto              | PDT     | 20.804  | Uberlândia             | Minas Gerais   |

#### Por Partido/Federación
| Partido                   | Partido                                            | Votos     | %      | Escaños | ±     |
| ------------------------- | -------------------------------------------------- | --------- | ------ | ------- | ----- |
| 15                        | Partido del Movimento Democrático Brasileño (PMDB) | 3.145.123 | 66,58  | 35      | 8     |
| 25                        | Partido del Frente Liberal (PFL)                   | 857.197   | 14,56  | 10      | Nuevo |
| 13                        | Partido de los Trabajadores (PT)                   | 329.764   | 5,60   | 3       | 2     |
| 11                        | Partido Democrático Social (PDS)                   | 236.046   | 4,01   | 3       | 23    |
| 12                        | Partido Democrático Laborista (PDT)                | 160.898   | 2,73   | 1       | 1     |
| 14                        | Partido Laborista Brasileño (PTB)                  | 136.938   | 2,33   | 1       | 1     |
| 22                        | Partido Liberal (PL)                               | 90.117    | 1,53   | 0       | Nuevo |
| 26                        | Partido Municipalista Brasileño (PMB)              | 39.710    | 0,67   | 0       | Nuevo |
| 23                        | Partido Comunista Brasileño (PCB)                  | 33.966    | 0,58   | 0       | Nuevo |
| 20                        | Partido Social Cristiano (PSC)                     | 19.865    | 0,34   | 0       | Nuevo |
| 17                        | Partido Demócrata Cristiano (PDC)                  | 16.065    | 0,27   | 0       | Nuevo |
| 39                        | Partido Democrático Independiente (PDI)            | 14.941    | 0,25   | 0       | Nuevo |
| 40                        | Partido Socialista Brasileño (PSB)                 | 9.505     | 0,16   | 0       | Nuevo |
| 19                        | Partido Humanista (PH)                             | 8.652     | 0,14   | 0       | Nuevo |
| 24                        | Partido Comunista de Brasil (PCdoB)                | 7.669     | 0,13   | 0       | Nuevo |
| 34                        | Partido Socialista (PS)                            | 7.306     | 0,12   | 0       | Nuevo |
|                           |                                                    |           |        |         |       |
| Votos válidos             | Votos válidos                                      | 5.887.914 | 67,31  |         |       |
| Votos en blanco           | Votos en blanco                                    | 1.323.723 | 26,84  |         |       |
| Votos nulos               | Votos nulos                                        | 385.846   | 5,85   |         |       |
| Total                     | Total                                              | 7.597.483 | 100,00 | 53      | 1     |
| Registrados/Participación | Registrados/Participación                          | 7.966.609 | 95,37  | 8,43    | 8,43  |

### Diputados estatales electos
77 diputados estatales fueron elegidos para la Asamblea Legislativa de Minas Gerais.
| Número | Diputados estatales electos | Partido | Votos  | Ciudad de origen      | Estado         |
| ------ | --------------------------- | ------- | ------ | --------------------- | -------------- |
| -      | José Laviola                | PMDB    | 55.729 | Muriaé                | Minas Gerais   |
| 13115  | Chico Ferramenta            | PT      | 50.100 | Bom Despacho          | Minas Gerais   |
| -      | Felipe Neri                 | PMDB    | 40.272 | Ponte Nova            | Minas Gerais   |
| -      | Irani Barbosa               | PMDB    | 38.517 | Belo Horizonte        | Minas Gerais   |
| -      | Sérgio Emílio               | PMDB    | 38.509 | Conselheiro Lafaiete  | Minas Gerais   |
| -      | Luís Gambogi                | PMDB    | 38.451 | Elói Mendes           | Minas Gerais   |
| -      | Romeu Queiroz               | PMDB    | 37.412 | Patrocínio            | Minas Gerais   |
| -      | Eurípedes Craide            | PMDB    | 37.310 | Conquista             | Minas Gerais   |
| -      | José Renato Novaes          | PMDB    | 37.205 | Acaiaca               | Minas Gerais   |
| -      | Ademir Lucas                | PMDB    | 36.518 | Esmeraldas            | Minas Gerais   |
| -      | Bonifácio Mourão            | PMDB    | 35.852 | Sabinópolis           | Minas Gerais   |
| -      | Armando Costa               | PMDB    | 35.822 | Felixlândia           | Minas Gerais   |
| -      | Mendes Barros               | PMDB    | 35.733 | Nova Era              | Minas Gerais   |
| -      | Neif Jabur                  | PMDB    | 35.506 | Passos                | Minas Gerais   |
| -      | João Batista Rosa           | PMDB    | 35.091 | Estiva                | Minas Gerais   |
| -      | Sebastião Helvécio          | PMDB    | 34.758 | Juiz de Fora          | Minas Gerais   |
| -      | Kemil Kumaira               | PMDB    | 34.344 | Teófilo Otoni         | Minas Gerais   |
| -      | Márcio Maia                 | PMDB    | 33.857 | Passos                | Minas Gerais   |
| -      | João Pinto Ribeiro          | PMDB    | 32.863 | Belo Vale             | Minas Gerais   |
| 25175  | Jaime Martins               | PFL     | 32.362 | Nova Serrana          | Minas Gerais   |
| -      | Maria Elvira                | PMDB    | 32.054 | Belo Horizonte        | Minas Gerais   |
| -      | José Belato                 | PMDB    | 32.047 | Monsenhor Paulo       | Minas Gerais   |
| -      | Serafim Godinho             | PMDB    | 30.487 | Santa Maria do Suaçuí | Minas Gerais   |
| -      | Jairo Magalhães Alves       | PMDB    | 30.090 | Cabo Verde            | Minas Gerais   |
| 22275  | Paulo Fernando              | PL      | 30.082 | Tumiritinga           | Minas Gerais   |
| -      | Carlos Pereira              | PMDB    | 30.022 | Montes Claros         | Minas Gerais   |
| -      | Adelino Dias                | PMDB    | 29.824 | Salinas               | Minas Gerais   |
| -      | Geraldo da Costa Pereira    | PMDB    | 29.670 | Divinópolis           | Minas Gerais   |
| -      | Anderson Adauto             | PMDB    | 28.615 | Sacramento            | Minas Gerais   |
| -      | Wellington de Castro        | PDT     | 28.422 | Belo Horizonte        | Minas Gerais   |
| -      | Aloísio Garcia              | PMDB    | 28.087 | Lavras                | Minas Gerais   |
| -      | Jamill Júnior               | PMDB    | 27.332 | Ipatinga              | Minas Gerais   |
| -      | Geraldo Rezende             | PMDB    | 27.053 | Tupaciguara           | Minas Gerais   |
| -      | Sílvio Mitre                | PMDB    | 26.750 | Oliveira              | Minas Gerais   |
| 22230  | Eduardo Ottoni              | PL      | 26.693 | Sete Lagoas           | Minas Gerais   |
| 25154  | João Lamego                 | PFL     | 26.492 | Faria Lemos           | Minas Gerais   |
| -      | Paulo Pereira               | PMDB    | 26.294 | Patrocínio            | Minas Gerais   |
| -      | Elmo Braz                   | PMDB    | 25.721 |                       |                |
| -      | José Maria Chaves           | PMDB    | 25.669 | Poços de Caldas       | Minas Gerais   |
| -      | Antônio Genaro              | PMDB    | 25.205 | Guaimbê               | São Paulo      |
| 25207  | Milton Sales                | PFL     | 25.071 | Paraisópolis          | Minas Gerais   |
| -      | Saint'Clair Souto           | PMDB    | 25.000 | Unaí                  | Minas Gerais   |
| 25101  | Camilo Machado              | PFL     | 24.998 | Abadia dos Dourados   | Minas Gerais   |
| -      | José Ferraz                 | PMDB    | 24.818 | Santa Maria do Salto  | Minas Gerais   |
| -      | Jorge Gibram                | PMDB    | 24.528 | Campo Belo            | Minas Gerais   |
| 25284  | Mauro Moraes                | PFL     | 24.522 | Ubá                   | Minas Gerais   |
| 25201  | Delfim Ribeiro              | PFL     | 24.408 | Patrocínio do Muriaé  | Minas Gerais   |
| -      | Maurício Moreira            | PMDB    | 23.898 | Pirapozinho           | Minas Gerais   |
| 25129  | Luiz Vicente                | PFL     | 23.560 | Guaxupé               | Minas Gerais   |
| -      | Paulo Pettersen             | PMDB    | 23.500 | Carangola             | Minas Gerais   |
| 11111  | Samir Tannus                | PDS     | 23.201 | Prata                 | Minas Gerais   |
| -      | Ronaldo Vasconcelos         | PMDB    | 23.151 | Ponte Nova            | Minas Gerais   |
| -      | Tancredo Naves              | PMDB    | 22.963 | Romaria               | Minas Gerais   |
| 25231  | Vitor Penido                | PFL     | 22.912 | Nova Lima             | Minas Gerais   |
| 25171  | Agostinho Patrus            | PFL     | 22.743 | Belo Horizonte        | Minas Gerais   |
| 13133  | Sandra Starling             | PT      | 22.529 | Belo Horizonte        | Minas Gerais   |
| 25145  | João Pedro Gustin           | PFL     | 22.038 | Araraquara            | São Paulo      |
| 25128  | José Duarte                 | PFL     | 21.596 | Araxá                 | Minas Gerais   |
| 25244  | Domingos Lanna              | PFL     | 21.563 | Rio Casca             | Minas Gerais   |
| 25137  | Antônio Fagundes            | PFL     | 19.850 | Santana do Garambéu   | Minas Gerais   |
| 25288  | Jorge Hannas                | PFL     | 19.667 | Resende Costa         | Minas Gerais   |
| 11157  | Péricles Ferreira           | PDS     | 19.508 | Salinas               | Minas Gerais   |
| 25139  | Narciso Michelli            | PFL     | 19.239 |                       |                |
| 25285  | Elmiro Nascimento           | PFL     | 19.122 | Patos de Minas        | Minas Gerais   |
| 25230  | Cleuber Carneiro            | PFL     | 18.737 | Paratinga             | Minas Gerais   |
| 11169  | José Bonifácio Filho        | PDS     | 17.813 | Belo Horizonte        | Minas Gerais   |
| 11161  | Raimundo Albergaria         | PDS     | 16.088 | Muriaé                | Minas Gerais   |
| -      | José Maria Pinto            | PTB     | 15.846 | Oliveira              | Minas Gerais   |
| -      | Paulo César Guimarães       | PDT     | 15.723 | Pouso Alto            | Minas Gerais   |
| -      | Nelinho Rezende             | PDT     | 15.426 | Rio de Janeiro        | Río de Janeiro |
| -      | Amilcar Padovani            | PDT     | 13.828 | Juiz de Fora          | Minas Gerais   |
| 13210  | Raul Messias                | PT      | 12.921 | Belo Horizonte        | Minas Gerais   |
| -      | João Bosco Martins          | PDT     | 12.464 | Pará de Minas         | Minas Gerais   |
| 13131  | Nilmário Miranda            | PT      | 10.616 | Belo Horizonte        | Minas Gerais   |
| 13166  | Agostinho Valente           | PT      | 10.007 | Carangola             | Minas Gerais   |
| -      | Rubens Garcia               | PTB     | 9.032  | Fama                  | Minas Gerais   |
| -      | Milton Cruz                 | PTB     | 8.483  | Juramento             | Minas Gerais   |

#### Por Partido/Federación
| Partido                   | Partido                                            | Votos     | %      | Escaños | ±     |
| ------------------------- | -------------------------------------------------- | --------- | ------ | ------- | ----- |
| 15                        | Partido del Movimento Democrático Brasileño (PMDB) | 2.521.005 | 50,44  | 41      | 1     |
| 25                        | Partido del Frente Liberal (PFL)                   | 953.932   | 19,09  | 17      | Nuevo |
| 13                        | Partido de los Trabajadores (PT)                   | 333.914   | 6,68   | 5       | 4     |
| 12                        | Partido Democrático Laborista (PDT)                | 302.547   | 6,05   | 5       | 5     |
| 14                        | Partido Laborista Brasileño (PTB)                  | 226.396   | 4,53   | 3       | 3     |
| 11                        | Partido Democrático Social (PDS)                   | 220.300   | 4,41   | 4       | 33    |
| 22                        | Partido Liberal (PL)                               | 201.325   | 4,03   | 2       | Nuevo |
| 26                        | Partido Municipalista Brasileño (PMB)              | 49.370    | 0,99   | 0       | Nuevo |
| 20                        | Partido Social Cristiano (PSC)                     | 48.973    | 0,98   | 0       | Nuevo |
| 23                        | Partido Comunista Brasileño (PCB)                  | 28.623    | 0,57   | 0       | Nuevo |
| 40                        | Partido Socialista Brasileño (PSB)                 | 27.354    | 0,55   | 0       | Nuevo |
| 39                        | Partido Democrático Independiente (PDI)            | 26.634    | 0,53   | 0       | Nuevo |
| 24                        | Partido Comunista de Brasil (PCdoB)                | 24.889    | 0,50   | 0       | Nuevo |
| 17                        | Partido Demócrata Cristiano (PDC)                  | 12.071    | 0,24   | 0       | Nuevo |
| 34                        | Partido Socialista (PS)                            | 11.751    | 0,24   | 0       | Nuevo |
| 19                        | Partido Humanista (PH)                             | 8.380     | 0,17   | 0       | Nuevo |
|                           |                                                    |           |        |         |       |
| Votos válidos             | Votos válidos                                      | 4.997.464 | 65,78  |         |       |
| Votos en blanco           | Votos en blanco                                    | 2.139.774 | 28,16  |         |       |
| Votos nulos               | Votos nulos                                        | 460.245   | 6,06   |         |       |
| Total                     | Total                                              | 7.597.483 | 100,00 | 77      | 1     |
| Registrados/Participación | Registrados/Participación                          | 7.966.609 | 95,37  | 8,43    | 8,43  |